# ریحانیه (عکار)
ریحانیه (به عربی: الریحانیة) یک منطقهٔ مسکونی در لبنان است که در شهرستان عکار واقع شده‌است. ریحانیه ۲٫۹۷ کیلومتر مربع مساحت و ۵۱۳ نفر جمعیت دارد و ۲۰۰ متر بالاتر از سطح دریا واقع شده‌است.